# Athetis perparva
Athetis perparva är en fjärilsart som beskrevs av Emilio Berio 1966/67. Athetis perparva ingår i släktet Athetis och familjen nattflyn. Inga underarter finns listade i Catalogue of Life.